# Изящная кибинаго
Изящная кибинаго (лат. Spratelloides gracilis) — вид лучепёрых рыб из семейства сельдевых (Clupeidae). Широко распространены в Индо-Тихоокеанской области. Максимальная длина тела 10,5 см. Морские стайные пелагические рыбы.

## Описание
Максимальная длина тела 10,5 см. Полосы на чешуе не соединяются в центре чешуи. Килеватые чешуйки на брюхе W-образные. Верхняя челюсть зазубренная. Предчелюстная кость треугольной формы. Две надчелюстные кости, вторая надчелюстная кость веслообразная, асимметричная (нижняя часть крупнее верхней). Жаберных перепонок 6—7. На нижней части первой жаберной дуги 27—37 жаберных тычинок. В спинном плавнике 12—13 мягких лучей. В анальном плавнике 12—13 мягких лучей. В латеральной серии 42—48 рядов чешуи. По боку тела проходит ярко-серебристая полоса.

## Ареал
Широко распространены в Индо-Тихоокеанской области от Красного моря вдоль побережья восточной Африки до архипелага Занзибар; на восток до западной части Тихого океана от Японии до Филиппин, Индонезии, Самоа, юго-востока и запада Австралии. Не обнаружены у островов: Маркизских, Кука, Общества.